# Liste der Monuments historiques in Épône
Die Liste der Monuments historiques in Épône führt die Monuments historiques in der französischen Gemeinde Épône auf.

## Liste der Bauwerke
| Bezeichnung                  | Beschreibung | Standort            | Kennzeichnung | Schutzstatus   | Datum     | Bild           |
| ---------------------------- | ------------ | ------------------- | ------------- | -------------- | --------- | -------------- |
| Allée couverte de la Justice |              | (Lage)              | PA00087426    | Classé         | 1889      | weitere Bilder |
| Kirche St-Béat               |              | (Lage)              | PA00087427    | Classé Inscrit | 1909 1988 | weitere Bilder |
| Pavillon de David            |              | Rue du Pavée (Lage) | PA00087428    | Classé         | 1947      |                |

## Liste der Objekte

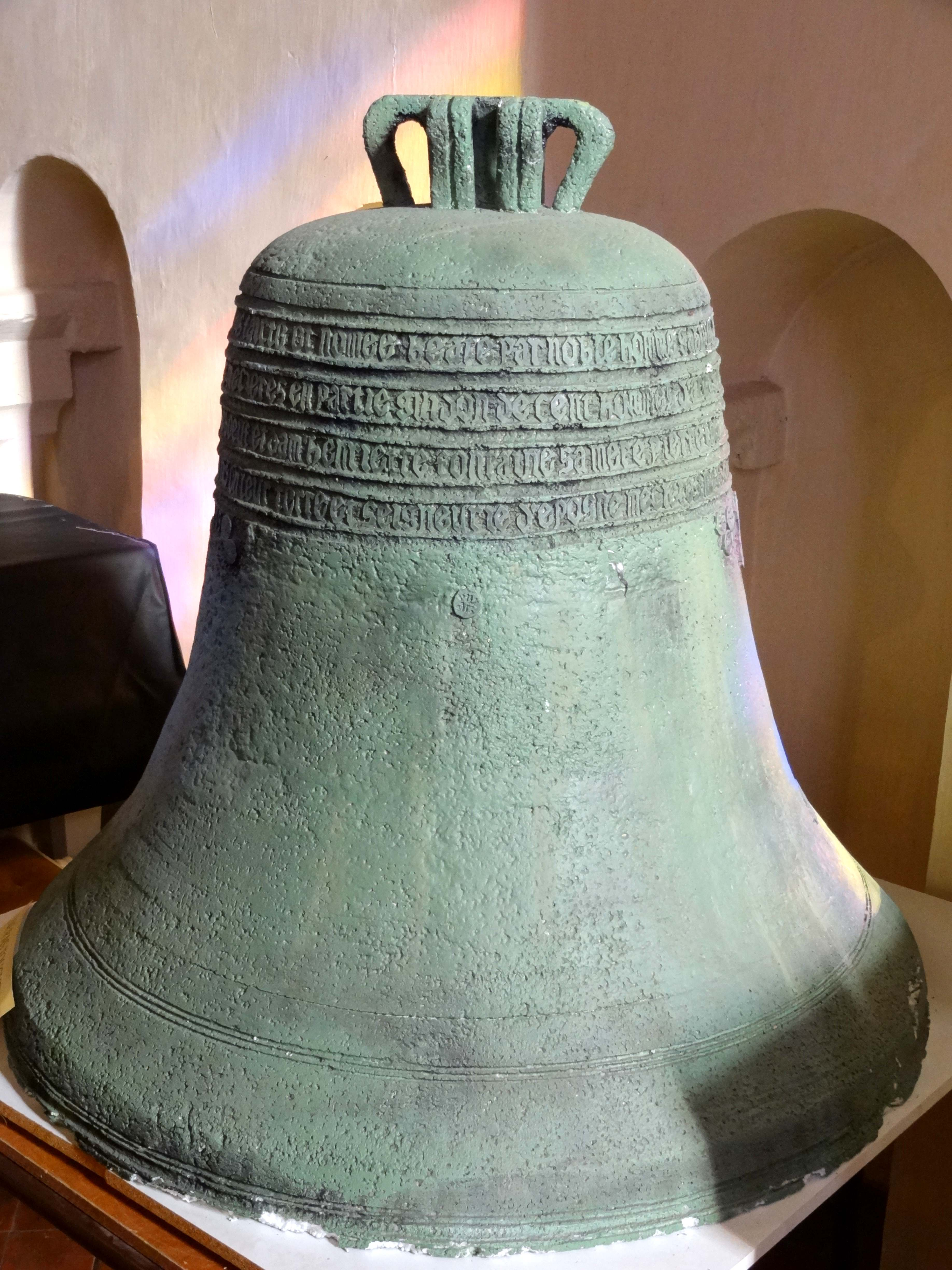
Glocke aus dem Jahr 1597, älteste Glocke der Kirche St-Béat

- Monuments historiques (Objekte) in Épône in der Base Palissy des französischen Kultusministeriums